# Campeonato manomanista 1942
La II edición del Campeonato manomanista, máxima competición de pelota vasca en la variante de pelota mano profesional de primera categoría, se disputó en el año 1942, organizada por la Federación Española de Pelota Vasca.
Tras la experiencia de la primera edición, en esta ocasión se hizo una criba entre los competidores, formándose dos grupos de cuatro pelotaris. Los dos primeros de cada grupo disputaban la semifinal, a cuyo ganador esperaba en la final el vigente campeón Atano III.
Como dato anecdótico, la final del manomanista de 1942 fue la primera (y hasta ahora única) vez que se enfrentaron dos hermanos en la final. Las autoridades deportivas de la época, para evitar suspicacias de cualquier tipo obligaron a los hermanos a firmar el siguiente documento.

Juro ante Dios poner en el partido de pelota concertado con mi hermano, en el que hemos de disputarnos el título de campeón de España, todas mis facultades, mis energías y mi voluntad más firme de vencer para lograr el triunfo de tan deseado galardón. Y para que conste, ritmo este juramento en San Sebastián, a 6 de junio de 1942.

Atano III aplastó a su hermano pequeño 22-05 en la final.

## Pelotaris
| - Pelotaris (Grupo A): - Atano VII - Cortabitarte - Lazcano - Rubio | - Pelotaris (Grupo B): - Ubilla I - Txikito de Iraeta - Txikito de Mallavia - Gallastegui |

## Semifinal
| Frontón   | Rojo      | Azul        | Tanteo |
| --------- | --------- | ----------- | ------ |
| Deportivo | Atano VII | Gallastegui | 22-20  |

## Final
| Fecha      | Frontón y localidad | Rojo      | Azul      | Tanteo |
| ---------- | ------------------- | --------- | --------- | ------ |
| 27/09/1942 | Gros, San Sebastián | Atano III | Atano VII | 22-05  |